# Depressão Tropical 12E
Segundo o relatório do Serviço Nacional de Estudos Territoriais do Ministério de Meio ambiente e Recursos Naturais de El Salvador
A Depressão Tropical 12E formou-se em 9 de outubro de 2011, num sistema de baixa pressão sobre a costa do Pacífico ao sudoeste da Guatemala. Este sistema cuja deslocação foi muito lenta, se converteu na Depressão Tropical No. 12E na madrugada de 12 de outubro ao sudeste de Tehuantepec. Nessa tarde a depressão tropical tocou terra na cercania de Tehuantepec, debilitando-se gradualmente e deixou as suas remanescentes dispersas sobre o México, Guatemala e Belize. Destes remanescentes formaram-se duas baixas pressões, uma na cercania de Iucatã e a outra na costa do Pacífico da Guatemala, o que manteve a Zona de Convergência Intertropical sobre a América Central e o rendimento do fluxo do sul e sudoeste (chuva monção) sobre El Salvador.
Estas condições permitiram que desde 10 de outubro pela tarde e noite se gerasse um temporal em todo o país, com ênfase na costa e a corrente vulcânica, com chuva pelo geral de moderada a forte. O temporal incidiu em El Salvador do dia 10 até 19 de outubro pela noite.